# Shiori
Shiori ist ein Vorname.

## Herkunft und Bedeutung
Er kann abgeleitet werden von japanisch 詩 (shi) für Gedicht und 織 (ori) für Gewebe, Webart, Gitter, Bindung. Es kann aber auch von 栞 (shiori) stammen, was Lesezeichen bedeutet (meist weibliche Namensvariante), oder von 撓 (shiori), was geschmeidig, biegsam, Wölbung, Krümmung, Beugung bedeutet (gewöhnlich männliche Variante).

## Verbreitung
Shiori ist ein vor allem in Japan verwendeter Name.
Der Name kommt in Deutschland nur sehr selten in der Namensgebung vor. In der Schweiz tragen 13 Personen den Namen (Stand 2023). Der Name wird in den USA seit Ende der 1980er Jahre fast jährlich vergeben. Von 1930 bis 2023 rund 260 Mal. Seine Vergabe ist auch in England und Kanada nachgewiesen.

## Bekannte Namensträgerinnen
- Shioli Kutsuna (* 1992), japanische Schauspielerin
- Shiori Miyake (* 1995), japanische Fußballspielerin
- Shiori Obatake (* 1996), japanische Grasskiläuferin